# 我的砍价女王
《我的砍价女王》（英語：My Bargain Queen），是2020年开机拍摄的中国大陆都市爱情电视剧，由林更新、吴谨言、吳奇隆领衔主演。2020年7月13日于天津正式开机。2021年9月3日在东方卫视開播。台灣OTT平台LINE TV、myVideo影音隨看、KKTV、LiTV 線上影視同步上架。

## 播出時間
| 平台          | 所在地   | 日期           | 時間                     | 備註                            |
| 东方卫视      | 中国大陆 | 2021年9月3日   | 每天19:30                | 週日至週五連播兩集 週六僅播一集 |
| 优酷          | 中国大陆 | 2021年9月3日   | 每天22:00                | 週日至週五更新兩集 週六更新一集 |
| 爱奇艺        | 中国大陆 | 2021年9月3日   | 每天22:00                | 週日至週五更新兩集 週六更新一集 |
| 腾讯视频      | 中国大陆 | 2021年9月3日   | 每天22:00                | 週日至週五更新兩集 週六更新一集 |
| LiTV 線上影視 | 臺灣     | 2021年9月2日   | 每週同步最新集數         |                                 |
| myVideo       | 臺灣     | 2021年9月3日   | 每週同步最新集數         |                                 |
| 愛爾達影劇台  | 臺灣     | 2021年11月19日 | 星期一至五 18:30 - 20:30 | 兩集連播                        |
| HUB都会台     | 新加坡   | 2023年7月10日  | 星期一至四 22:00 - 23:00 |                                 |

## 劇情簡介
本剧讲述兩年前，“无故”被未婚夫於訂婚禮上抛弃的女主夏浅（吴谨言 飾），後变成職業砍价师，并因緣際會结识酒店總裁盛哲宁（林更新 飾）的爱情故事。

## 演员列表

### 主要演员
| 演員   | 角色   | 介紹 |
| 林更新 | 盛哲寧 | 外冷內熱、毒舌嚴肅的財富新貴。性格嚴肅內斂，做事嚴謹，態度認真，但是在處理感情事情的時候大智若愚。                                                                             |
| 吴谨言 | 夏淺   | 性格活潑外向，工作雷厲風行、錙銖必較的砍價師。擁有超強的洞察力和分析能力，成立了砍價公司「砍砍而談」。是一個衝勁十足的創業者，但她同時也有一顆柔軟善良的心，自信而且獨立自主。 |
| 吳奇隆 | 秦賀博 | 深藏不露的高級職業經理人，盛哲寧亦兄亦友的好夥伴。在共同經營酒店的過程又多次遭遇人生反轉，二人的友情同時也在經歷著諸多考驗。 真實身份是想收購飯店的暗樁，意外與付雙雙結識。    |

### 其他演员
| 演員   | 角色     | 介紹                                           |
| 王鹤润 | 付雙雙   | 砍砍而談員工，夏淺閨蜜。潛入飯店時結識秦賀博。 |
| 马思超 | 何之雋   | 夏淺前未婚夫，訂婚時逃走。後與寧萌結婚。       |
| 宋奕星 | 寧萌     | 盛哲寧妹妹，找夏淺幫忙殺價定婚宴。             |
| 陈希郡 | 安安     | 盛哲寧特助。                                   |
| 艾晓琪 | 齊麟     | 爸爸取名時剛看完琅琊榜。盛哲寧中學舊友。       |
| 任怡瑄 | 兒時夏淺 |                                                |
| 嘉羿   | 慕小言   | 砍砍而談員工，暗戀夏淺。                       |

## 电视原声带

### 中国大陆
| 《我的砍价女王》电视剧原声带 | 《我的砍价女王》电视剧原声带 | 《我的砍价女王》电视剧原声带 | 《我的砍价女王》电视剧原声带 | 《我的砍价女王》电视剧原声带 | 《我的砍价女王》电视剧原声带 |
| 曲序                         | 曲目                         |                              | 作曲                         | 演唱                         | 时长                         |
| ---------------------------- | ---------------------------- | ---------------------------- | ---------------------------- | ---------------------------- | ---------------------------- |
| 1.                           | 慢慢熱（主題曲）             | 臨渡                         | 閆天午                       | 吳謹言                       | 4:23                         |
| 2.                           | 日暮裡（插曲）               | 臨渡                         | 閆天午                       | 馬思超                       | 3:52                         |
| 3.                           | 致愛的人（插曲）             | 臨渡                         | 閆天午                       | 林子珂                       | 3:53                         |
| 4.                           | 小孩（片尾曲）               | 臨渡                         | 閆天午                       | 陳希郡                       | 3:15                         |